# サブハー県
サブハー県（サブハーけん、アラビア語: سبها、Sabhā）は、リビア中部のフェザーン地方にある県。県都は人口13万人のサブハーである。
住民のエスニシティは、主にアラブ人、ベドウィン、サブサハラアフリカの黒人の混血である。混血でない、それぞれの民族に所属する人々もいる。

## 地理
サハラ砂漠の一部であるリビア砂漠の北西部に位置し、サブハー空軍基地がある。北でワジ・アル・シャーティー県、東でジュフラ県、南でムルズク県、西でワジ・アル・ハヤー県と隣接する。リビア南部で最大かつ最も重要な都市である県都のサブハーには、国内線の小さな空港がある。
観光地として、湧水が湖をなしたガベルーンのオアシスと、サブハー郊外のベドウィンの集落跡がある。

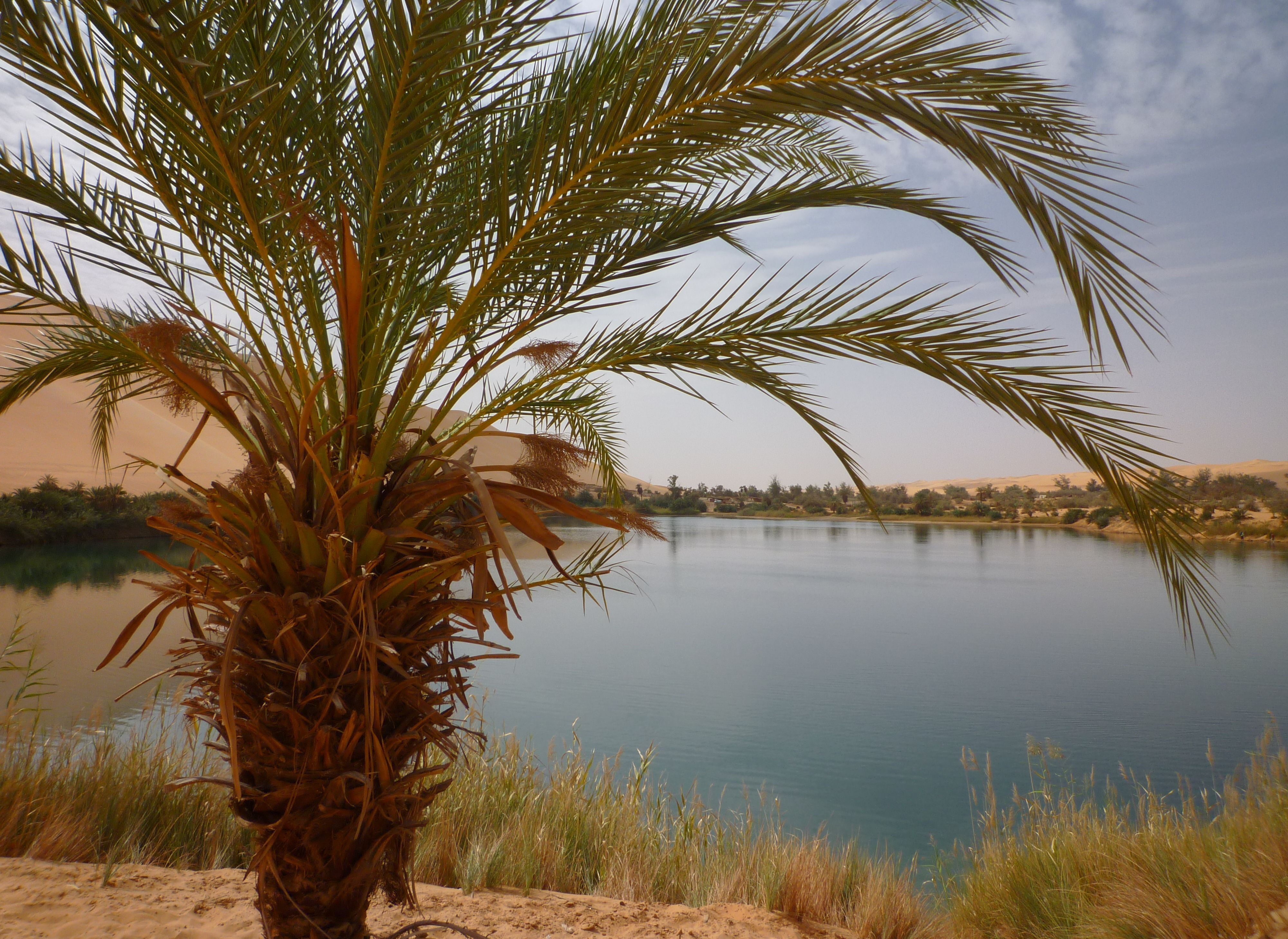
ガベルーン・オアシス

## 行政
リビア内戦では、最後までカダフィ軍が県の大部分と都市を掌握していた。2011年9月11日に、リビア国民評議会がサブハーを接収した。
サハラ以南のアフリカ、マグリブ、ニジェールといったサヘル諸国から、合法・非合法の旅客バスがサブハー県を通過する。その道程では、国境からサブハー市まで7日間かかる。リビア砂漠を横断するため、国内で最も危険なバス路線のひとつである。運転手は道を見失う危険性があり、そうなれば乗客はしばしば餓死する。ガーナやトーゴ、スーダンの人々もサブハー県を通ってリビアに、あるいはトリポリをはじめとする北アフリカの地中海港湾都市を経由してヨーロッパに出稼ぎに行く。

## 過去の行政区画

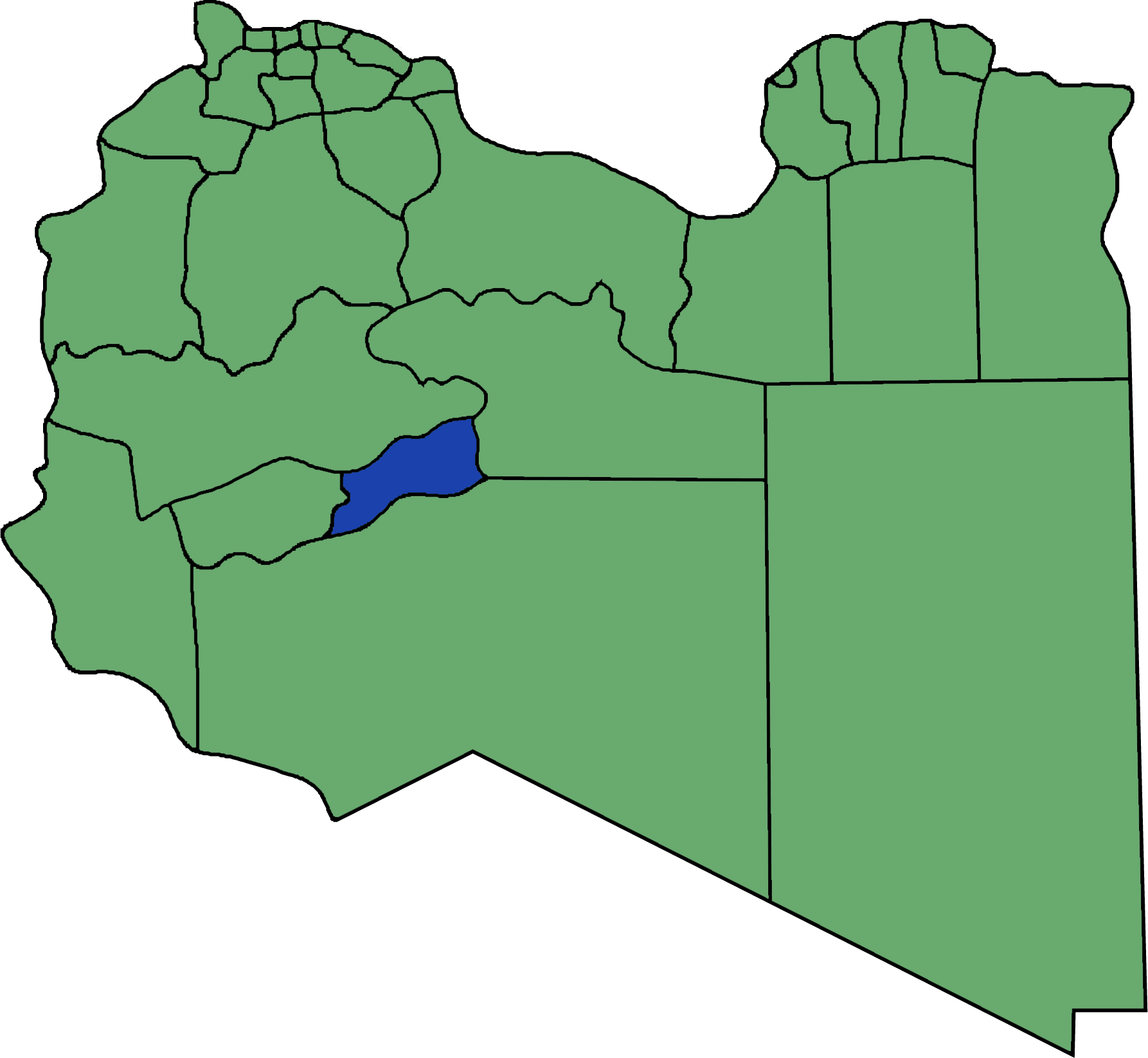
2007年以前のサブハー県